# Всхова (гміна)
Гміна Всхова (пол. Gmina Wschowa) — місько-сільська гміна у північно-західній Польщі. Належить до Всховського повіту Любуського воєводства.
Станом на 31 грудня 2011 у гміні проживало 21734 особи.

## Територія
Згідно з даними за 2007 рік площа гміни становила 198.30 км², у тому числі:
- орні землі: 62.00%
- ліси: 26.00%

Таким чином, площа гміни становить 31.74% площі повіту.

## Населення
Станом на 31 грудня 2011:
| Опис     | Загалом | Загалом | Чоловіки | Чоловіки | Жінки | Жінки |
| -------- | ------- | ------- | -------- | -------- | ----- | ----- |
| одиниця  | осіб    | %       | осіб     | %        | осіб  | %     |
| все      | 21734   | 100     | 10666    | 49.08    | 11068 | 50.92 |
| міське   | 14418   | 100     | 6955     | 48.24    | 7463  | 51.76 |
| сільське | 7316    | 100     | 3711     | 50.72    | 3605  | 49.28 |

## Сусідні гміни
Гміна Всхова межує з такими гмінами: Вієво, Влошаковіце, Нехлюв, Свенцехова, Слава, Шліхтинґова.